# Walter Santos

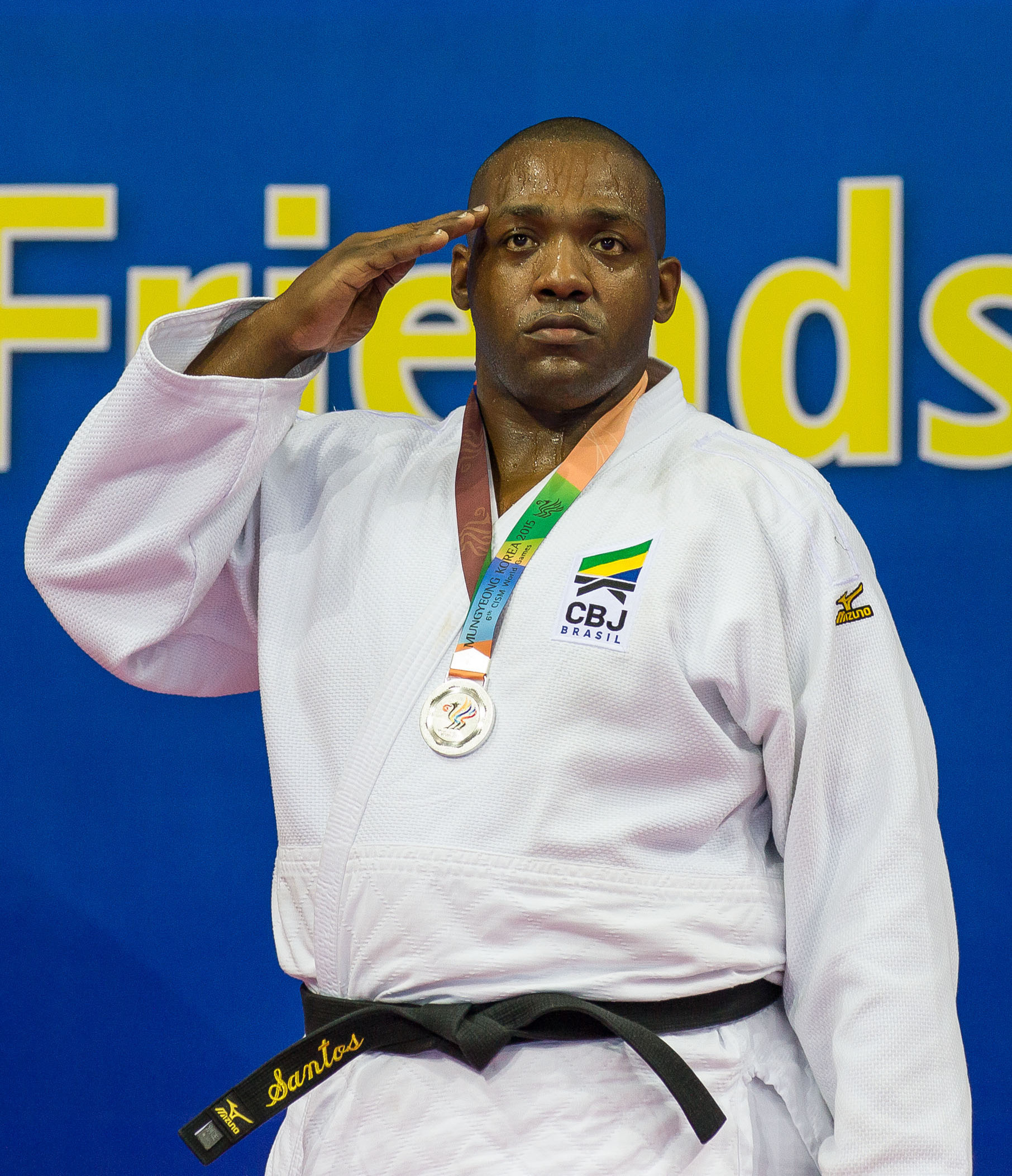
Walter Santos mit seiner Silbermedaille bei den Militärweltspielen 2015

Walter Santos (* 1. Januar 1982) ist ein ehemaliger brasilianischer Judoka.

## Sportliche Karriere
Walter Santos gewann 2003 die Iberoamerikanischen Judomeisterschaften im Schwergewicht. 2005 siegte er bei den Panamerikanischen Meisterschaften sowohl im Schwergewicht als auch in der offenen Klasse. 2007 war Walter Santos brasilianischer Meister im Schwergewicht. 2008 trat er bei den Panamerikanischen Meisterschaften wieder in zwei Gewichtsklassen an. Sowohl im Schwergewicht als auch in der offenen Klasse traf er im Finale auf den Kubaner Óscar Brayson, im Schwergewicht siegte Santos, in der offenen Klasse Brayson.
2012 siegte Santos bei den Südamerikameisterschaften. Drei Monate später gewann er beim Grand Slam in Rio de Janeiro die Silbermedaille hinter dem Georgier Adam Okruaschwili. 2013 siegte Santos bei den Südamerikameisterschaften und beim Grand Slam in Baku. Nachdem Santos bei den Militärweltmeisterschaften 2013 hinter dem Algerier Mohammed Tayeb Zweiter geworden war, trafen die beiden auch im Finale der Militärweltspiele 2015 aufeinander und erneut siegte der Algerier.